# Bruno Volger
Karl Ernst Bruno Volger (* 7. Dezember 1875 in Leipzig; † nach 1923) war ein deutscher Verlagsbuchhändler und Dozent.

## Leben
Bruno Volger war der Sohn des Leipziger Buchhändlers Eduard Volger und seiner Ehefrau Sophie Auguste Anna, geborene Benning. Seit 1890 war er Redakteur verschiedener Zeitungen.
Am 1. Juli 1906 gründete er einen eigenen Verlag in Leipzig-Gohlis, der „Bruno Volger Verlagsbuchhandlung“. Bekannt wurde er als Verleger von mehreren biographischen Nachschlagewerken. Er veröffentlichte u. a. auch Werke des Mundartdichter Karl Welge oder Tony Püschmann. Daneben war er in Leipzig Dozent für Handelswissenschaften.
1907 veröffentlichte er gemeinsam mit Heinz Voss die Literarische Silhouetten. Deutsche Dichter und Denker und ihre Werke. Darin war auch Karl May aufgenommen.
Seine 1908 in Monstab geschlossene Ehe wurde dort 1923 geschieden.

## Schriften (Auswahl)
- Aus dem Tagebuch einer Verlorenen oder „Kauft Veilchen“. In mehreren Auflagen, 5. Auflage 1921.
- Griechische und deutsche Wein-Lyrik. Leipzig 1901.
- Das goldene Taschenbuch des Arbeiters. Siwinna, Leipzig, 1905.
- Lexikon der gesamten Handelswissenschaften. Hartleben, Wien, 1907.
- Moderne Reklamekunst. Schwabacher, Stuttgart, 1907.
- Sachsens Gelehrte, Künstler und Schriftsteller in Wort und Bild nebst einem Anhang: „Nichtsachsen“. Bruno Volger Verlagsbuchhandlung, Leipzig-Gohlis 1907–1908.
- Die deutsche Gewerbepolitik nach ihrer Entwicklung und ihrem gegenwärtigen Stande. Wigand, Leipzig, 1908.